# (3369) Freuchen
(3369) Freuchen es un asteroide perteneciente al cinturón de asteroides, descubierto el 18 de octubre de 1985 por el equipo del Observatorio Universitario de Copenhague desde el Observatorio Brorfelde, Holbæk, Dinamarca.

## Designación y nombre
Designado provisionalmente como 1985 UZ. Fue nombrado Freuchen en honor al explorador danés, antropólogo, escritor y periodista Peter Freuchen.